# 鶴岡聡
鶴岡 聡（つるおか さとし、1978年8月19日 - ）は、日本の声優、舞台俳優。リマックス所属。神奈川県出身。

## 略歴
漠然と声優になりたいと思い、専門学校に入学。
初めて出会った声優であり、のちに師匠になる三ツ矢雄二の「素晴らしい声優は素晴らしい役者である筈です。声を変化させたりする事なんて誰にでも出来る。中身を表現出来る様になって下さい。」という言葉が忘れられず、三ッ矢が主催していた劇団に入団。16歳の時から三ッ矢に師事。7年間舞台活動を経る。
2009年3月までトリトリオフィスに所属していた。

## 人物
趣味は車、バイク、ダーツ。

## 出演
太字はメインキャラクター。

### テレビアニメ
1997年
- 超特急ヒカリアン（E4）
- るろうに剣心 -明治剣客浪漫譚-（1997年 - 1998年、グエル、チンピラ、男、警官、重臣、風 部下、人夫、役人）

1998年
- こちら葛飾区亀有公園前派出所（1998年 - 2003年、出場者、犯人、弟子、警官、講師、東金太郎社長、吉川守、豆田、金田、隊長、ツヨシ）
- セクシーコマンドー外伝 すごいよ!!マサルさん（ボビー、カブキ高A、綾茂高A）
- 発明BOYカニパン（BK、ケンタ、ピザ宅配ロボト、オーナー、高官 他） - 2シリーズ

1999年
- ビーストウォーズネオ 超生命体トランスフォーマー（ストラーダ隊長）
- メダロット（1999年 - 2001年、番長、バス運転士、スミロドナッド、ブロッソメイル、司会者 他） - 2シリーズ

2000年
- ビックリマン2000（文豪ゲー帝、村長、夏鬼ゴーリラ、真っ向クジラ王）
- 遊☆戯☆王デュエルモンスターズ（ビッグ2大瀧 修三〈初代〉、古代神官、技術者A、海馬の部下 他）

2001年
- テニスの王子様（2001年 - 2003年、佐々部の友達、木更津淳、樺地崇弘）
- Dr.リンにきいてみて!（こんとん、体育の先生、社長秘書、石井、若衆）
- 破壊魔定光（ゴブ、シャトル搭乗員、凶猿 他）
- おジャ魔女どれみ シリーズ（2001年 - 2002年、模型屋の店主、サラリーマン） - 2シリーズ

2002年
- 真・女神転生Dチルドレン ライト&ダーク（アンズー）
- デジモンフロンティア（キャンドモン、カラツキヌメモン）
- 電光超特急ヒカリアン（店員）
- ハングリーハート WILD STRIKER（清水ミツル）
- 満月をさがして（筋肉くん1）
- ホイッスル!（花沢秀臣、理事長、堀江眞弓、候補選手、天城の父）

2003年
- 明日のナージャ（警官、カルロの部下）
- カレイドスター（係員）
- 金色のガッシュベル!!（2003年 - 2005年、ベリコ、手下、部下、ゴーマン、サイコ・ジャングル、ウリムレ、ザミー、デンシン、社員、密輸団の男、運転手、刀の男）
- 神世紀伝マーズ（記者D）
- 爆転シュート ベイブレードGレボリューション（ニュースタイトルコール）

2004年
- GANTZ（沼田春哉、ヤンキーB）
- それいけ!ズッコケ三人組（モーちゃん〈奥田三吉〉）
- BURN-UP SCRAMBLE（店長、警官C、男、部下、二枚目C、男C、乗客B、新郎）
- 陸奥圓明流外伝 修羅の刻（捕り方、副長、隊士、伝令）
- 遊☆戯☆王デュエルモンスターズGX（人造人間-サイコショッカー、ドクターコレクター）

2005年
- 韋駄天翔（ボス）
- 甲虫王者ムシキング 森の民の伝説（狩人、村人）
- 地獄少女（2005年 - 2017年、岩下の父親、マスター、倉吉杜夫、校長、八百春、従者、丸山将司、歴史教師） - 3シリーズ

2006年
- RGBアドベンチャー（ロッソ、シャドーマスター、クエス（プレリュード） 他）
- アイシールド21（大岩）
- エア・ギア（おすもうさん）
- 鍵姫物語 永久アリス輪舞曲（大家）
- シュヴァリエ 〜Le Chevalier D'Eon〜（ロバート・ウッド）
- デジモンセイバーズ（2006年 - 2007年、ドリモゲモン / ディグモン、橋口先生、カメラマン、実況、医者、イビルモン、看護師、羽柴、アルフォースブイドラモン）
- 妖逆門（一鬼、三志郎の父）
- 働きマン（健康ランド社員）
- ひぐらしのなく頃に（2006年 - 2007年、刑事、捜査官、村人、小宮山、マスター、男、山狗、不動産の社員、無線の声） - 2シリーズ
- プリンセス・プリンセス（男）
- LEMON ANGEL PROJECT（室井敦）

2007年
- Yes!プリキュア5（2007年 - 2008年、気球のスタッフ、演出家、店主、男） - 2シリーズ
- ウエルベールの物語 〜Sisters of Wellber〜（2007年 - 2008年、ヴァイス・エッジ） - 2シリーズ
- ケロロ軍曹（係員）
- CODE-E（2007年 - 2008年、担任、店主、エージェント、男、警備員 他） - 2シリーズ
- しおんの王（2007年 - 2008年、捜査課長、奨励会員B、カメラマン、記者、奨励会員）
- 瀬戸の花嫁（瀬戸内組構成員、リンゴ飴屋）
- 大根刑事（スイカ刑事）
- 地球へ…（ドクター）

2008年
- ヴァンパイア騎士 Guilty（ハンター協会の男）
- キャシャーン Sins（ロボット）
- 夏目友人帳（谷尾崎、猿猴）

2009年
- 空中ブランコ（祥、医師）
- 獣の奏者 エリン（チョクの父、タイラン）

2010年
- Angel Beats!（強盗）
- 咎狗の血（エース）
- ぬらりひょんの孫（ムチ）

2011年
- Fate/Zero（2011年 - 2012年、キャスター） - 2シリーズ
- ペルソナ4（カグヅチ）
- マケン姫っ!（2011年 - 2014年、碓健悟） - 2シリーズ

2012年
- PSYCHO-PASS サイコパス（金原祐治）
- 新テニスの王子様（樺地崇弘）
- 人類は衰退しました（妖精社受付）
- 超ロボット生命体 トランスフォーマー プライム（航空参謀スタースクリーム、グル、ヘルフレイムグル）

2013年
- ジョジョの奇妙な冒険（2013年 - 2016年、ベック、小林玉美） - 2シリーズ
- 八犬伝―東方八犬異聞―（猿神）

2014年
- アカメが斬る!（ザンク）
- ウィザード・バリスターズ 弁魔士セシル（リーダー）
- ソードアート・オンラインII（ダイン）
- 大図書館の羊飼い（儀左右衛門）
- ハマトラ（アウトサイダー）
- 風雲維新ダイ☆ショーグン（虎丸）

2015年
- 銀魂゜（ジャブ）
- グリザイアシリーズ（ヒース・オスロ、エディ、ニュースキャスター） - 2シリーズ

2016年
- 学園ハンサム（志賀慎吾）
- シュヴァルツェスマーケン（ジョン・スタンリー）
- ハイスクール・フリート（五十六、教頭）
- ビッグオーダー（星宮源内）
- 文豪ストレイドッグス（2016年 - 2019年、鵜飼、ブキャナン） - 2シリーズ
- モブサイコ100（2016年 - 2019年、邑機） - 2シリーズ
- Rewrite（2016年 - 2017年、テンジン、天王寺数夫、大西） - 2シリーズ

2017年
- Fate/Apocrypha（赤のバーサーカー / スパルタクス、ジル・ド・レェ）

2018年
- 伊藤潤二『コレクション』（男、男1、帽子の老人）
- 百錬の覇王と聖約の戦乙女（ヨルゲン、男性客、兵士）

2019年
- 魔法少女特殊戦あすか（キム・カンス）
- スター☆トゥインクルプリキュア（2019年 - 2020年、ガルオウガ）
- RobiHachi（誇大）
- 鬼滅の刃
- コップクラフト（アレクサンドル・ゴドノフ）
- 七つの大罪シリーズ（2019年 - 2021年、タルミエル） - 2シリーズ
- BEASTARS（2019年 - 2021年、ソニー、マスター、ハイエナ） - 2シリーズ

2020年
- 神之塔 -Tower of God-（蛍光ポリ袋）
- くまクマ熊ベアー（2020年 - 2023年、ゲンツ） - 2シリーズ

2021年
- ヴァニタスの手記（仮面の男〈鳥〉）
- 無職転生 〜異世界行ったら本気だす〜（2021年 - 2024年、ザノバ・シーローン） - 3シリーズ

2023年
- 解雇された暗黒兵士（30代）のスローなセカンドライフ（ベゼリア）

2024年
- 戦国妖狐（ぐらぐら）
- ATRI -My Dear Moments-（ジャンク屋店主）
- るろうに剣心 -明治剣客浪漫譚- 京都動乱（尖角）

2025年
- 青の祓魔師 終夜篇（アベル・フランケン）
- 異修羅（破城のギルネス）
- ニャイト・オブ・ザ・リビングキャット（ミツル）

### 劇場アニメ
1997年
- るろうに剣心 -明治剣客浪漫譚- 維新志士への鎮魂歌

2005年
- 劇場版 テニスの王子様 跡部からの贈り物 君に捧げるテニプリ祭り（木更津淳、樺地崇弘）

2006年
- デジモンセイバーズ THE MOVIE バーストモード!究極パワー発動（ゴブリモン）

2011年
- 劇場版 テニスの王子様 英国式庭球城決戦!（樺地崇弘）
- 手塚治虫のブッダ -赤い砂漠よ!美しく-

2012年
- アシュラ

2017年
- 劇場版 ソードアート・オンライン -オーディナル・スケール-（ダイン）

2019年
- PSYCHO-PASS サイコパス Sinners of the System Case.3「恩讐の彼方に＿＿」（ジャン＝マルセル・ベルモンド）

2020年
- 劇場版 ハイスクール・フリート（五十六）
- 劇場版 Fate/Grand Order -神聖円卓領域キャメロット- 前編 Wandering; Agateram（アーラシュ・カマンガー）

2021年
- 宇宙の法-エローヒム編-（2021年、エボル）

2022年
- THE FIRST SLAM DUNK（野辺将広）

2023年
- SAND LAND（アレ将軍）

2024年
- 劇場版 オーバーロード 聖王国編（憤怒の魔将）

### OVA
1999年
- るろうに剣心 -明治剣客浪漫譚- 追憶編（重倉十兵衛）

2001年
- 時空異邦人KYOKO ちょこらにおまかせ!（蒼波銀牙）

2002年
- HUNTER×HUNTER ORIGINAL VIDEO ANIMATION（運転手B）

2003年
- BLIND NIGHT ～性獣～（水田）

2004年
- おジャ魔女どれみナ・イ・ショ（カップル、サラリーマン）
- HUNTER×HUNTER G・I Final（No.0）

2006年
- テニスの王子様 Original Video Animation 全国大会篇（樺地崇弘）

2007年
- ひぐらしのなく頃に外伝 猫殺し編（男）

2015年
- 学園ハンサム The Animation（志賀慎吾）

2017年
- OVA ハイスクール・フリート（2017年、五十六、社員）

2018年
- 岸辺露伴は動かない エピソード#02 六壁坂（小林玉美） - コミックス第2巻アニメDVD同梱版

2021年
- Fate/Grand Carnival（ジル・ド・レェ、アーラシュ）

### Webアニメ
2010年代
- TOMOTOON! ダブル・ハード（2013年、鷹山仁）
- トランスフォーマー サイバーバース（2019年、スタースクリーム）
- 7SEEDS（2019年、雹）

2020年代
- 七つの大罪 怨嗟のエジンバラ（2022年、ガンフ）
- Fate/Grand Order 藤丸立香はわからない（2023年 - 2024年、スパルタクス、カリギュラ、ジル・ド・レェ、兵士A） - 1シーズン + 特別編
- SAND LAND: THE SERIES（2024年、アレ将軍）

### ゲーム
2001年
- FEVER4 SANKYO 公式パチンコシミュレーション

2002年
- Flugel 約束の青空の下へ（ガズ）
- ファーランドシンフォニー（ミュオー）

2004年
- 機神咆吼デモンベイン（怨霊03）
- テニスの王子様 2005 CRYSTAL DRIVE（木更津淳、樺地崇弘）
- テニスの王子様 RUSH & DREAM!（木更津淳、樺地崇弘）

2005年
- イース -ナピシュテムの匣-（アガレス提督、マナン、イザック、ガゼル、ロムン兵）
- 押忍!闘え!応援団（百目鬼魁）
- テニスの王子様 学園祭の王子様（樺地崇弘）

2006年
- コロコロイチバン!第11号付録「わざぼークイズゲームDVD」（ミスター・ズノー）
- テニスの王子様 ドキドキサバイバル 山麓のMystic（樺地崇弘、黒服、管制官）
- 遊☆戯☆王デュエルモンスターズGX タッグフォース（人造人間-サイコショッカー）

2007年
- テニスの王子様 CARD HUNTER（木更津淳、樺地崇弘）
- テニスの王子様 ドキドキサバイバル 海辺のSecret（樺地崇弘）
- 燃えろ!熱血リズム魂 押忍!闘え!応援団2（百目鬼魁）
- 遊☆戯☆王デュエルモンスターズGX タッグフォース2（人造人間-サイコショッカー）

2008年
- ストリートファイターIV（M.バイソン）
- 遊☆戯☆王デュエルモンスターズGX タッグフォース3（人造人間-サイコショッカー）

2009年
- Clear 〜新しい風の吹く丘で〜（兄貴）
- スターオーシャン4 -THE LAST HOPE-（カルディアノン司令官、黒鷲）
- テニスの王子様 ダブルスの王子様 GIRLS, BE GRACIOUS!（木更津淳、樺地崇弘）

2010年
- スーパーストリートファイターIV（M.バイソン）
- スターオーシャン4 -THE LAST HOPE- INTERNATIONAL（カルディアノン司令官、黒鷲）

2011年
- グラナド・エスパダ（ビンセント）
- 謎惑館 〜音の間に間に〜
- マスケティア（パトリック）

2012年
- アサシン クリード III（マルキ・ド・ラファイエット）
- Confidential Money 〜300日で3000万ドル稼ぐ方法〜（サム）
- ストリートファイター X 鉄拳（M.バイソン）
- とびたて!超時空トラぶる花札大作戦（キャスター）

2013年
- アルファディア ジェネシス（グランド）
- 新・世界樹の迷宮 ミレニアムの少女（オースティン）
- 獣電戦隊キョウリュウジャーゲームでガブリンチョ!!（怒りの戦騎ドゴルド）
- ジョジョの奇妙な冒険 オールスターバトル（カーズの手下B）
- スーパー戦隊バトル ダイスオーDX（怒りの戦騎ドゴルド）
- デジモンアドベンチャー
- ファークライ3（バース・モンテネグロ）

2014年
- あかやあかしやあやかしの（遠近彰駿）
- ウルトラストリートファイターIV（M.バイソン）
- グリザイアの迷宮 -LE LABYRINTHE DE LA GRISAIA-（ヒース・オスロ）
- グリザイアの楽園 -LE EDEN DE LA GRISAIA-（ヒース・オスロ）
- シャリーのアトリエ 〜黄昏の海の錬金術士〜（ラウル・ピレイト）
- 相州戦神館學園 八命陣 天之刻（鳴滝淳士）
- レファルシアの幻影

2015年
- Until Dawn -惨劇の山荘-（マット）
- ジョジョの奇妙な冒険 アイズオブヘブン（警官屍生人B、吸血鬼B、正義が動かす死体B）
- 新テニスの王子様 〜Go to the top〜（樺地崇弘）
- Fate/Grand Order（2015年 - 2025年、ジル・ド・レェ、アーラシュ、スパルタクス、カリギュラ） - 2作品

2016年
- 魔法使いと黒猫のウィズ（ガンボ・スヴォラク、セト・バハムート）

2017年
- スターオーシャン4 -THE LAST HOPE- 4K & Full HD Remaster（カルディアノン司令官、黒鷲）
- ウルトラストリートファイターII -The Final Challengers-（M.バイソン）
- ガンガンピクシーズ（アルマルス司令官）
- Shadowverse（古の英雄、長老の樹、お爺さんとお婆さん、漆黒の獣戦士）
- ファイトリーグ（鳥怖い！かぼちゃ畑のクロウ人）

2018年
- ソードアート・オンライン フェイタル・バレット（ダイン） - DLC追加キャラクター
- Fate/EXTELLA LINK（ジル・ド・レェ）
- 竜星のヴァルニール（シクッタ）

2019年
- ラングリッサーI&II（ロウガ）
- THE KING OF FIGHTERS ALLSTAR（ムカイ）
- WAR OF THE VISIONS ファイナルファンタジー ブレイブエクスヴィアス 幻影戦争（ドランド）
- ジョジョのピタパタポップ（2019年 - 2020年、鋼線のベック、小林玉美）

2020年
- 龍が如く7 光と闇の行方（安村光雄）
- The Last of Us Part II（瘢痕男性）
- ATRI -My Dear Moments-

2021年
- バディミッション BOND
- 鬼滅の刃 ヒノカミ血風譚

2022年
- 刀剣乱舞無双（本多忠勝）
- TRANSFORMERS ALLIANCE（スタースクリーム、ミックスマスター）
- グランブルーファンタジー（2022年 - 2024年、ベンヌ）
- ラディアンテイル（ヴィゴニア）
- ドラゴンクエストX オンライン（キャット・リベリオ）
- ジョジョの奇妙な冒険 オールスターバトルR（小林玉美）
- ドラゴンクエストX 目覚めし五つの種族 オフライン（キャット・リベリオ）
- スターオーシャン6 THE DIVINE FORCE（ベランジェ・ガーフール）

2023年
- ダークテイルズ〜鏡と狂い姫〜（ブレーメン）
- ラディアンテイル 〜ファンファーレ！〜（ヴィゴニア）
- ツイステッドワンダーランド (ヘンリク・イシュトヴァーン)

2024年
- 金色のガッシュベル!! 永遠の絆の仲間たち（ベリコ）
- クレヨンしんちゃん 「炭の町のシロ」（ダンシャーリ）
- 百英雄伝（ダイクストラ）
- SAND LAND（アレ将軍）
- 崩壊:スターレイル（Mr.レック）

### CD
- イースVIIプロローグ ドラマCD 〜綴られざる冒険譚〜（エルンスト） - Ys SEVEN初回限定版付録
- ウエルベールの物語 ドラマCD（ヴァイス・エッジ）
- Café吉祥寺で
- G線上の魔王 サウンドドラマ-償いの章- 第一巻（刑事）
- 月に狼（男客、家臣、男）
- テニスの王子様シリーズ
  - THE BEST OF RIVAL PLAYERS V 青い炎（木更津 淳＆柳沢慎也）
  - バレンタイン・キッス（跡部景吾with氷帝学園〈樺地崇弘〉）
  - KEIGO ATOBE WORLD TOUR「To Be Continued」（樺地崇弘）
    - 跡部景吾のアルバム『THE ULTIMATE HARD WORKER』のボーナスディスク
- Fate/Zero（キャスター〈ジル・ド・レェ〉）
- Fate/Prototype 蒼銀のフラグメンツ Drama CD（アーチャー[69]〈アーラシュ〉）
- 劇場版 Fate/Grand Order -神聖円卓領域キャメロット- 後編 Paladin; Agateram 豪華版パンフレット付属「Character Radio CD」（2021年、アーラシュ）

### 吹き替え

#### 担当俳優
チャニング・テイタム
- 21ジャンプストリート（グレッグ・ジェンコ）※機内上映版
- ブック・オブ・ライフ 〜マノロの数奇な冒険〜（ホアキン）
- ホワイトハウス・ダウン（ジョン・ケイル）

トム・ハーディ
- 裏切りのサーカス（リッキー・ター）
- ピーキー・ブラインダーズ（アルフィー・ソロモンズ）
- Black & White/ブラック & ホワイト（タック・ヘンソン）

ペドロ・パスカル
- ザ・バブル（ディーター・ブラボー）
- トリプル・フロンティア（フランシスコ・“キャットフィッシュ”・モラレス）
- ナルコス（ハビエル・ペーニャ）
- ヒーローキッズ（マーカス）

#### 映画
- アリータ: バトル・エンジェル（ベクター〈マハーシャラ・アリ〉[72]）
- イエスタデイ（ロッキー〈ジョエル・フライ〉）
- ヴァーチャル・ウォー（エリクス〈アルトゥールス・スクラスティンス〉[73]）
- X-MENシリーズ（アレックス・サマーズ / ハヴォック〈ルーカス・ティル〉）
  - X-MEN:ファースト・ジェネレーション
  - X-MEN:フューチャー&パスト
  - X-MEN:アポカリプス
- L.A.デンジャラス（ラッキー〈ラレンズ・テイト〉）
- GARMWARS ガルム・ウォーズ（ナシャン / マラーク[74]）
- クライモリ デッド・リターン（ウィリー・フアレス）
- グリーン・ゾーン（ポッツ）
- ケイト（蓮司〈浅野忠信〉） ※一部吹き替え
- ステップ・シスターズ（ケヴィン〈マルク・リチャードソン〉）
- ストリップ・アサシン（ジャック）
- ドクター・ストレンジ（看護師ビリー[75]）
- ナイト・ウォッチャー（ジョニー・エスパーダ〈ジョン・レグイザモ〉）
- 7日間の恋人（ジョニー）
- ノー・セインツ 報復の果て（エイブラハムズ〈ティム・ロス〉[76]）
- バード・ボックス（トム〈トレヴァンテ・ローズ〉）
- バイオレンス・レイク（スティーヴ〈マイケル・ファスベンダー〉）
- バタフライ・エフェクト（レニー〈エルデン・ヘンソン〉）
- バトル・オブ・ロサンゼルス（タイラー・ラフリン大尉〈ケル・ミッチェル〉）
- ビジネス・ウォーズ（ジム・スピンチ〈ジェームズ・マースデン〉）
- ヒットマン: ラスト・ミッション（アレックス〈トーマス・スペンサー〉）
- 50/50 フィフティ・フィフティ（カイル〈セス・ローゲン〉）
- プレミアム・ラッシュ（マニー）
- ヘイロー: ナイトフォール（ジェイムソン・ロック〈マイク・コルター〉）
- マインド・シューター（ルディ〈ジェイコブ・バルガス〉）
- ムルゲ 王朝の怪物（ユン・ギョム〈キム・ミョンミン〉）
- モールおじさんとチョコレート工場（グロッツ〈フィリップ・グレイパー〉[77]）
- モールス（ラリー）
- レヴェナント: 蘇えりし者（アンドリュー・ヘンリー隊長〈ドーナル・グリーソン〉）
- ワイルド・スピード MAX（マリク）※テレビ朝日版
- 私だけのハッピー・エンディング（ヴィニー〈ピーター・ディンクレイジ〉）
- ワンス・アンド・フォーエバー（ヘイスティングス）※フジテレビ版

#### ドラマ
- iCarly（カイル）
- FBI: 特別捜査班
- エンジェル（カール）
- ザ・プラクティス ボストン弁護士ファイル（ダリル）
- セサミストリート（ビッグバード）※テレビ東京版・YouTube版
  - セサミストリート: エルモサイズ
  - エルモのクリスマス ※DVD版
  - エルモズワールド
- ナイトシフト 真夜中の救命医（ケニー・フォーネット〈JR・レモン〉）
- 4400 未知からの生還者（マルコ・ペイセラ〈リチャード・カーハン〉）
- マルコム in the Middle
- レスキュー・ミー NYの英雄たち（マイク）
- 私はラブ・リーガル（マイク）
- 理想のふたり（トーマス・ウィンバリー〈ジャック・レイナー〉）

#### アニメ
- 悪魔城ドラキュラ -キャッスルヴァニア-（バーニー、死神）
- アグリードール（オックス）
- かたつむリンピック（ブーバ）
- スパイ in デンジャー（ランス・スターリング[78]）
- スパイダーマン:スパイダーバース（グリーンゴブリン、トゥームストーン）
- 超ロボット生命体 トランスフォーマー プライム（スタースクリーム[79]、グル、ヘルフレイムグル）
- ドラゴンズドグマ（シモン[80]）
- ナッツジョブ リバティパーク奪還作戦!!（マルドーン市長）
- バッドガイズ[81]

#### テレビ番組
- UFC登竜門 ジ・アルティメット・ファイター シーズン9（マイケル・ビスピン）
- UFC登竜門TUF 二階級トーナメント（デニス・バミューデス）

### ウェブコミック
- パーフェクトワールド（dTVコミックアニメ、2018年9月25日 - ）ナベさん 役

### テレビドラマ
- 世にも奇妙な物語 2014年 春の特別編「空想少女」（バスの運転手の声）

### 特撮
- スーパー戦隊シリーズ
  - 獣電戦隊キョウリュウジャー（2013年、怒りの戦騎ドゴルドの声）
  - 劇場版 獣電戦隊キョウリュウジャー ガブリンチョ・オブ・ミュージック（2013年、ドゴルドの声[82]）
  - 獣電戦隊キョウリュウジャーVSゴーバスターズ 恐竜大決戦! さらば永遠の友よ（2014年、ドゴルドの声[83]）
  - 帰ってきた獣電戦隊キョウリュウジャー 100 YEARS AFTER（2014年、卑屈の戦騎スネルドの声[84]）
  - 爆上戦隊ブンブンジャー（2024年、オワングルマーの声）

### 舞台
- ミュージカル ハンター×ハンター（ガリクソン）
- タンバリンプロデューサーズ「怪し会〜参〜」
- タンバリンプロデューサーズ「怪し会〜伍〜」（2012年8月23日‐26日、もっとい不動 密蔵院）
- 怪し会 拾（2018年3月28日‐4月2日、もっとい不動 密蔵院）[85]

### その他コンテンツ
- BS-TBS 湯のまち放浪記（ナレーション）（2013年 - ）
- UULA ピース オブ ケイク（菅原京志郎）（2015年）
- AT-X 三木眞一郎のおもてなしドライブ（ナレーション）

### シリーズ一覧
1. ↑  第1期（1999年 - 2000年）、第2期『魂』（2000年 - 2001年）
2. ↑  第3期『も〜っと！』（2001年）、第4期『ドッカ〜ン！』（2002年）
3. ↑  第1期（2005年 - 2006年）、第2期『二籠』（2006年 - 2007年）、第4期『宵伽』（2017年）
4. ↑  第1期（2006年）、第2期『解』（2007年）
5. ↑  第1期（2011年）、第2期（2012年）
6. ↑  第1期（2011年）、第2期『通』（2014年）
7. ↑  『ファントム・ブラッド/戦闘潮流』（2013年）、『ダイヤモンドは砕けない』（2016年）
8. ↑  第1期（2016年）、第2期『II』（2019年）
9. ↑  1stシーズン（2016年）、2ndシーズン（2017年）
10. ↑  第3期『神々の逆鱗』（2019年 - 2020年）、第4期『憤怒の審判』（2021年）
11. ↑  第1期（2020年）、第2期『ぱーんち！』（2023年）
12. ↑  第1期第2クール（2021年）、第2期『無職転生 II 〜異世界行ったら本気だす〜』第1クール（2023年）[22] 、第2期『無職転生 II 〜異世界行ったら本気だす〜』第2クール（2024年）
13. ↑  『大忘年おたのしみ会2023』（2023年）、Season2（2024年）
14. ↑  『Grand Order』（2015年 - 2025年）、『Arcade』（2018年）